# Stadion Alphonse Massemba-Débat
Das Stadion Alphonse Massamba-Débat in Brazzaville ist das Nationalstadion der Republik Kongo. Neben Fußballspielen werden auf dem Platz Leichtathletikwettbewerbe ausgetragen. Zudem gibt es ein Handballfeld. Das ehemalige Stadion der Revolution wurde 1993 nach dem ehemaligen Präsidenten der Republik Kongo, Alphonse Massemba-Débat, umbenannt.